# سابین آرنولد ون سوزوکی
سابین آرنولد ون سوزوکی (به انگلیسی: Sabin Arnold von Sochocky) (زاده ۱۸۸۳ در اوکراین - درگذشته ۱۴ نوامبر ۱۹۲۸ در اورنج شرقی، نیوجرسی) مخترع نخستین رنگ شب‌تاب بر پایه رادیوم که به خاطر تشعشات رادیواکتیو به کم‌خونی آپلاستیک مبتلا شد و درگذشت.